# Katharina Truppe
Katharina Truppe (Villaco, 15 gennaio 1996) è una sciatrice alpina austriaca.

## Biografia
Katharina Truppe, originaria di Latschach am Faaker See, ha esordito in una gara valida ai fini del punteggio FIS il 5 dicembre 2011 a Sölden in uno slalom speciale qualificandosi 60ª. Il 29 gennaio 2014 ha debuttato in Coppa Europa a Sestriere in uno slalom speciale qualificandosi 30ª. L'8 gennaio 2015 ha conquistato il suo primo podio in Coppa Europa vincendo lo slalom speciale di Melchsee Frutt.
Ha esordito in Coppa del Mondo il 13 gennaio 2015 a Flachau in slalom speciale, senza completare la prova, e il 9 marzo successivo ha conquistato il bronzo nella medesima specialità ai Mondiali juniores di Hafjell. Ai Mondiali di Sankt Moritz 2017, suo esordio iridato, si è classificata 19ª nello slalom speciale e non ha completato lo slalom gigante.
Ai successivi Mondiali di Åre 2019 ha vinto la medaglia d'argento nella gara a squadre ed è stata 24ª nello slalom gigante e 8ª nello slalom speciale; nello stesso anno, il 23 novembre, ha conquistato a Levi in slalom speciale il suo primo podio in Coppa del Mondo, chiudendo la gara al terzo posto. Ai XXIV Giochi olimpici invernali di Pechino 2022, suo esordio olimpico, ha vinto la medaglia d'oro nella gara a squadre, si è classificata 4ª nello slalom gigante e non ha completato lo slalom speciale; ai Mondiali di Courchevel/Méribel 2023 si è piazzata 18ª nello slalom speciale e a quelli di Saalbach-Hinterglemm 2025 ha vinto la medaglia di bronzo nella combinata a squadre ed è stata 28ª nello slalom gigante e 7ª nello slalom speciale. Il 9 marzo 2025 ha conquistato a Åre in slalom speciale la prima vittoria in Coppa del Mondo.

## Palmarès

### Olimpiadi
- 1 medaglia:
  - 1 oro (gara a squadre a Pechino 2022)

### Mondiali
- 2 medaglie:
  - 1 argento (gara a squadre a Åre 2019)
  - 1 bronzo (combinata a squadre a Saalbach-Hinterglemm 2025)

### Mondiali juniores
- 1 medaglia:
  - 1 bronzo (slalom speciale a Hafjell 2015)

### Coppa del Mondo
- Miglior piazzamento in classifica generale: 13ª nel 2019
- 5 podi (tutti in slalom speciale):
  - 1 vittoria
  - 4 terzi posti

#### Coppa del Mondo - vittorie
| Data         | Località | Paese  | Specialità |
| ------------ | -------- | ------ | ---------- |
| 9 marzo 2025 | Åre      | Svezia | SL         |

Legenda:

SL = slalom speciale

#### Coppa del Mondo - gare a squadre
- 1 podio:
  - 1 secondo posto

### Coppa Europa
- Miglior piazzamento in classifica generale: 8ª nel 2015
- 2 podi:
  - 1 vittoria
  - 1 terzo posto

#### Coppa Europa - vittorie
| Data           | Località       | Paese    | Specialità |
| -------------- | -------------- | -------- | ---------- |
| 8 gennaio 2015 | Melchsee-Frutt | Svizzera | SL         |

Legenda:

SL = slalom speciale

### Australia New Zealand Cup
- Miglior piazzamento in classifica generale: 8ª nel 2015
- 4 podi:
  - 3 vittorie
  - 1 secondo posto

#### Australia New Zealand Cup - vittorie
| Data             | Località     | Paese         | Specialità |
| ---------------- | ------------ | ------------- | ---------- |
| 5 settembre 2014 | Coronet Peak | Nuova Zelanda | SL         |
| 29 agosto 2015   | Coronet Peak | Nuova Zelanda | SL         |
| 28 agosto 2018   | Coronet Peak | Nuova Zelanda | GS         |

Legenda:

GS = slalom gigante

SL = slalom speciale

## Campionati austriaci
- 11 medaglie:
  - 1 oro (slalom gigante nel 2022)
  - 6 argenti (slalom speciale nel 2015; slalom speciale nel 2017; slalom gigante, slalom speciale nel 2019; slalom gigante nel 2023; slalom gigante nel 2024)
  - 4 bronzi (slalom speciale nel 2018; slalom speciale nel 2020; slalom speciale nel 2022; slalom speciale nel 2025)

## Campionati austriaci juniores
- 3 medaglie:
  - 3 ori (slalom gigante nel 2014; slalom gigante nel 2015 e slalom speciale nel 2015)